# جانوران شگفت‌انگیز: اسرار دامبلدور
جانوران شگفت‌انگیز: اسرار دامبلدور (انگلیسی: Fantastic Beasts: The Secrets of Dumbledore) یک فیلم فانتزی محصول ۲۰۲۲ به کارگردانی دیوید ییتس است که فیلمنامهٔ آن را جی. کی. رولینگ و استیو کلاوز به نگارش درآورده‌اند. این فیلم دنبالهٔ جانوران شگفت‌انگیز و زیستگاه آن‌ها (۲۰۱۶) و جانوران شگفت‌انگیز: جنایات گریندل‌والد (۲۰۱۸) است و سومین قسمت از مجموعهٔ جانوران شگفت‌انگیز و در کل یازدهمین فیلم در فرنچایز دنیای جادوگری محسوب می‌شود. گروه بازیگران آن شامل ادی ردمین، جود لا، ازرا میلر، دن فوگلر، آلیسون سودول، کلوم ترنر، جسیکا ویلیامز، کاترین واترستون و مس میکلسن می‌شود. وقایع داستانی فیلم چند سال بعد از فیلم قبلی جریان دارد و در آن آلبوس دامبلدور، نیوت اسکمندر و متحدانش را به مأموریتی می‌فرستد تا جادوگر اهریمنی، گلرت گریندل‌والد، را شکست دهند.
سومین فیلم جانوران شگفت‌انگیز که قرار بود «دستِ کم» سه‌گانه باشد، برای اکران در نوامبر ۲۰۲۰ برنامه‌ریزی شده بود. تاریخ اکران فیلم به ژوئیه ۲۰۲۲ تغییر داده شد و بسیاری از بازیگران اصلی دو فیلم اول حضور خود را در مارس ۲۰۲۰ تأیید کردند. فیلم‌برداری رسمی فیلم قرار بود از اوایل سال ۲۰۲۰ آغاز شود، اما در مارس ۲۰۲۰ — روزی که قرار بود فیلم‌برداری آغاز شود — دنیاگیری کویید-۱۹ باعث شد تا برادران وارنر پیکچرز تولید فیلم را به تعویق بیندازد. فیلم‌برداری به‌طور رسمی در سپتامبر ۲۰۲۰ آغاز شد. جانی دپ که در فیلم‌های قبلی نقش گریندل‌والد را بازی می‌کرد، ابتدا قرار بود برگردد و صحنه‌ای را برای فیلم فیلم‌برداری کند، اما در نوامبر ۲۰۲۰ به دنبال پروندهٔ قضایی علیه او در رابطه با اتهاماتی که مرتکب خشونت خانگی شده بود، از او خواسته شد از پروژه کنار رود. میکلسن اواخر همان ماه جایگزین او شد. مراحل فیلم‌برداری تا فوریهٔ ۲۰۲۱ ادامه داشت.
اسرار دامبلدور در ۲۹ مارس ۲۰۲۲ در لندن به نمایش درآمد و در ۸ آوریل ۲۰۲۲ در بریتانیا و در ۱۵ آوریل در ایالات متحده اکران شد. این فیلم نقدهای ضد و نقیضی را از سوی منتقدان دریافت کرد اما نسبت به فیلم قبلی خود یک پیشرفت در نظر گرفته شد و عملکرد میکلسن مورد تحسین قرار گرفت. این فیلم با بودجهٔ ۲۰۰ میلیون دلاری ساخته شد و با ۴۰۵ میلیون دلار فروش در گیشه، نهمین فیلم پرفروش سال ۲۰۲۲ اما کم‌فروش‌ترین فیلمِ دنیای جادوگری است.

## داستان
در سال ۱۹۳۲ در گویلین، چین، نیوت اسکمندر یک کیلین — موجودی افسانه‌ای که می‌تواند به روح فرد و همچنین به آینده نگاه کند — را کمک می‌کند تا فرزندانش را به دنیا بیاورد. همدست‌های گلرت گریندل‌والد به رهبری کریدنس باربون به مادر حمله کرده و او را می‌کشند و نوزاد را می‌ربایند. گریندل‌والد متعاقباً این نوزاد را می‌کشد تا از توانایی آن در پیش‌بینی آینده استفاده کند؛ غافل از اینکه کیلین یک دوقلو به دنیا آورده است که نیوت آن را نجات می‌دهد.
آلبوس دامبلدور که به دلیل پیمان خونی خود قادر به مبارزه با گریندل‌والد نیست، نیوت، برادرش تسئوس، معلم چارمز ایلورمورنی، لَلی هیکس، جادوگر سنگالی-فرانسوی یوسف کاما، جیکوب کوالسکی (ماگل) و دستیار نیوت، بانتی بروداکر را به خدمت می‌گیرد تا نقشهٔ جهانی گریندل‌والد را خنثی کند. یوسف کاما به عنوان جاسوس در حلقهٔ داخلی گریندل‌والد برچسب‌زده می‌شود و بقیه به برلین، آلمان فرستاده می‌شوند. هنگامی که گروه به آنجا می‌رسند، شاهد تبرئه‌شدن گریندل‌والد از تمام اتهامات جنایی توسط کنفدراسیون بین‌المللی جادوگران (ICW) و کاندیداتوری برای کسب مقام عالی ماگوامپ می‌شوند. نیوت پیغامی را از آلبوس به آنتون ووگل، سوپر ماگوامپ فعلی می‌دهد مبنی بر اینکه کار درست را انجام دهد، نه کار آسان‌تر را. آنتون ووگل به شورای ICW می‌گوید که او معتقد است دستگیری گریندل‌والد می‌تواند حمایت بیشتری از او به دست آورد، اما شکست او در یک انتخابات قانونی قدرت او را از بین می‌برد. آلبوس بعداً به نیوت گفت که ووگل کار آسان را انتخاب کرده‌است.
شرکای گریندل‌والد، وزارت سحر و جادو آلمان را تضعیف کرده‌اند، تسئوس را دستگیر می‌کنند و برای ترور ویسنسیا سانتوس، نامزد عالی موگوومپ برزیل نقشه می‌کشند. دامبلدور، نیوت را مأمور نجات تسئوس می‌کند و لَلی به همراه جیکوب ترور را خنثی می‌کنند. در حالی که نیوت برادرش را از زندان مخفی جادوگران آلمانی نجات می‌دهد، لَلی و جیکوب تلاش برای ترور را خنثی می‌کنند. با این حال، جیکوب متعاقباً به خاطر تلاش برای کشتن گریندل‌والد متهم می‌شود و او و لَلی به سختی فرار می‌کنند و به گریندل‌والد دلیلی می‌دهد تا دنیای جادوگران را علیه همه ماگل‌ها برگرداند. در همین حال، گریندل‌والد کریدنس را برای ترور دامبلدور فرستاده‌است. دامبلدور به سرعت کریدنس را شکست می‌دهد که معلوم می‌شود پسر نامشروع برادر کوچک‌تر دامبلدور، ابرفورث دامبلدور است. کریدنس با دانستن اینکه پدرش کیست شروع به زیر سؤال بردن وفاداری خود به گریندل‌والد می‌کند. در همین حال، نیوت برای نجات تسئوس به زندان ارکستاگ می‌رود، جایی که با یک مانتیکور غول‌پیکر ملاقات می‌کنند، بعداً با کراواتی که دامبلدور به او داده بود به هاگوارتز منتقل می‌شوند.
رهبران جهان جادوگری در بوتان گرد هم می‌آیند تا موگوومپ جدید را بر اساس سنت باستانی توسط یک کیلین - که به کسانی که قلب پاکی دارند تعظیم می‌کند - انتخاب کنند. گریندل‌والد که می‌تواند آینده را ببیند، می‌داند که آلبوس و نیوت دوقلوی کیلین را به مراسم خواهند آورد. او پیروان خود را در دهکده بوتان مستقر می‌کند تا تیم آلبوس را رهگیری کنند. آلبوس این را می‌داند، بنابراین پنج چمدان آماده می‌شود تا او را گیج کنند و اعضای تیم جداگانه به دهکده می‌روند.
گریندل‌والد از نکرومانسی برای زنده کردن کیلینی که قبلاً کشته بود استفاده می‌کند. او کیلین را به روستا می‌آورد و کیلین در مراسم به او تعظیم می‌کند و به این ترتیب انتخابات دستکاری می‌شود. او بلافاصله بر علیه ماگل‌ها اعلام جنگ می‌کند و جیکوب را به خاطر تلاش برای ترور او شکنجه می‌دهد. با این حال، کریدنس، نیوت و بانتی گریندل‌والد را افشا می‌کنند. بانتی، کیلین بازمانده را افشا می‌کند که متعاقباً به دامبلدور تعظیم می‌کند. او این موقعیت را رد می‌کند و سانتوس به عنوان سوپریم موگوامپ جدید انتخاب می‌شود. گریندل‌والد خشمگین سعی می‌کند کریدنس را که توسط آلبوس و ابرفورث محافظت می‌شود، بکشد. در همین حال طلسم‌های درگیری دامبلدور و گریندل‌والد پیمان خونی را که مانع از حملهٔ آن‌ها به یکدیگر می‌شد را می‌شکند. نبرد متعاقب آن دو به بن‌بست می‌رسد و گریندل‌والد ناپدید می‌شود.
ابرفورث پس از آن پسرش کریدنس را می‌پذیرد و او را به خانه می‌برد. جیکوب و کوئینی در شیرینی‌پزی جیکوب در شهر نیویورک، با حضور اکثر اعضای گروه و تینا گلدستین، ازدواج می‌کنند. دامبلدور مراسم را از دور تماشا می‌کند. نیوت او را روی نیمکت روبروی خیابان می‌بیند و بیرون می‌رود تا با او صحبت کند. آلبوس از نیوت تشکر می‌کند، کمی بیشتر تماشا می‌کند، سپس به تنهایی در شب می‌رود.

## بازیگران
- ادی ردمین در نقش نیوت اسکمندر: جادوگر جانورشناس بریتانیایی و عضو بخش جانوران وزارت سحر و جادوی بریتانیا.
- کاترین واترستون در نقش پورپنتینا «تینا» گلدستین: کارآگاه کنگره جادویی ایالات متحده آمریکا.
- دن فوگلر در نقش جیکوب کوالسکی: یک بی‌جادو که در جنگ جهانی اول شرکت کرده و در گذشته عاشق کویینی بود.
- آلیسون سودول در نقش کویینی گلدستین: خواهر جوان‌تر و جذاب تینا و یک ذهن‌خوان ماهر که به گریندل‌والد ملحق شد.
- ازرا میلر در نقش کریدنس بوربون/اورلیوس دامبلدور: یک پسرخوانده که مورد آزار قرار گرفته بود و به دلیل سرکوب توانایی‌های جادویی‌اش تبدیل به تیره‌گر شده بود و در پایان فیلم دوم، گریندل‌والد ادعا کرد که نام واقعی او «اورلیوس دامبلدور» است و برادرش آلبوس قصد کشتن او را دارد.
- کالوم تورنر در نقش تیسیوس اسکمندر: برادر نیوت و کارآگاه سازمان اجرای قوانین جادویی بریتانیا.
- جود لا در نقش آلبوس دامبلدور: بزرگ‌ترین جادوگر تاریخ و استاد درس تغییر شکل در مدرسه علوم و فنون جادوگری هاگوارتز و دوست سابق گریندل‌والد که رابطه صمیمانه‌ای با او داشت.
- مس میکلسن در نقش گلرت گریندل‌والد: جادوگر سیاه و خبیث که موجب وحشت در تمام اروپا گردیده‌است و رابطه‌ای پنهانی و عاشقانه با دامبلدور داشته‌است.
- ویلیام نِیدیلَم در نقش یوسف کاما: یک جادوگر فرانسوی از تبار سنگالی از یک خاندان جادوگری قدیمی و یار نیوت، که قبلاً تلاش کرده بود کریدنس را بکشد چون به اشتباه فکر می‌کرد کریدنس پسر ناپدری‌اش است.
- جسیکا ویلیامز در نقش لَلی هیکس: یک معلم چارمز مورد احترام در مدرسه علوم و فنون جادوگری ایلوِرمونی آمریکا.
- ویکتوریا ییتس در نقش بانتی: دستیار کارراه‌انداز نیوت.[۵]
- پاپی کوربی-توچ در نقش ویندا روزیه: پیرو و دست راست وفادار گریندل‌والد.[۶]
- فیونا گلسکات در نقش مینِورا مک‌گانگل: معلم هاگوارتز و همکار آلبوس دامبلدور.

## تولید

### توسعه
در اکتبر ۲۰۱۴، برادران وارنر این فیلم را «حداقل» یک سه‌گانه اعلام کرد که قسمت سوم آن در ۲۰ نوامبر ۲۰۲۰ اکران شود. در ژوئیه ۲۰۱۶ کارگردان دیوید ییتس تأیید کرد که جی. کی. رولینگ ایده‌هایی برای فیلمنامه فیلم سوم دارد. در اکتبر ۲۰۱۶، گزارش شد که سری فیلم‌های جانوران شگفت‌انگیز شامل پنج فیلم می‌شود و ادی ردمین برای بازی در نقش اصلی نیوت اسکمندر، با تهیه‌کنندگان رولینگ، دیوید هیمن، استیو کلوویز و لیونل ویگرام، به همه فیلم‌ها بازمی‌گردد. در نوامبر ۲۰۱۶، ییتس فاش کرد که کارگردانی هر پنج فیلم را بر عهده خواهد داشت و گفت: «من عاشق ساختن فیلم هستم و تیم بزرگی دارم که تمام آن‌ها مانند خانواده هستند.»
در اکتبر ۲۰۱۸، جانی دپ اشاره کرد که ممکن است برای به تصویر کشیدن گلرت گریندل‌والد برای سومین فیلم که فیلمبرداری آن از اواسط سال ۲۰۱۹ آغاز می‌شود، بازگردد.
در ۷ فوریه ۲۰۱۹، مشخص شد که داستان فیلم در دهه ۱۹۳۰ اتفاق می‌افتد؛ داستانی که منجر به درگیری دنیای جادوگران در جنگ جهانی دوم و کاوش در جوامع جادویی در بوتان، آلمان و چین، علاوه بر مکان‌های پیشین ایالات متحده و بریتانیا می‌شود. در نوامبر ۲۰۱۹، برادران وارنر با انتشار یک بیانیه مطبوعاتی مکان فیلم را در برزیل، و آغاز تولید را بهار ۲۰۲۰ اعلام کرد و اینکه استیو کلوویز، که پیش از این به عنوان فیلمنامه‌نویس در فیلم‌های هری پاتر خدمت کرده بود، به عنوان همکار نویسنده به پروژه پیوسته‌است.

### نقش‌ها

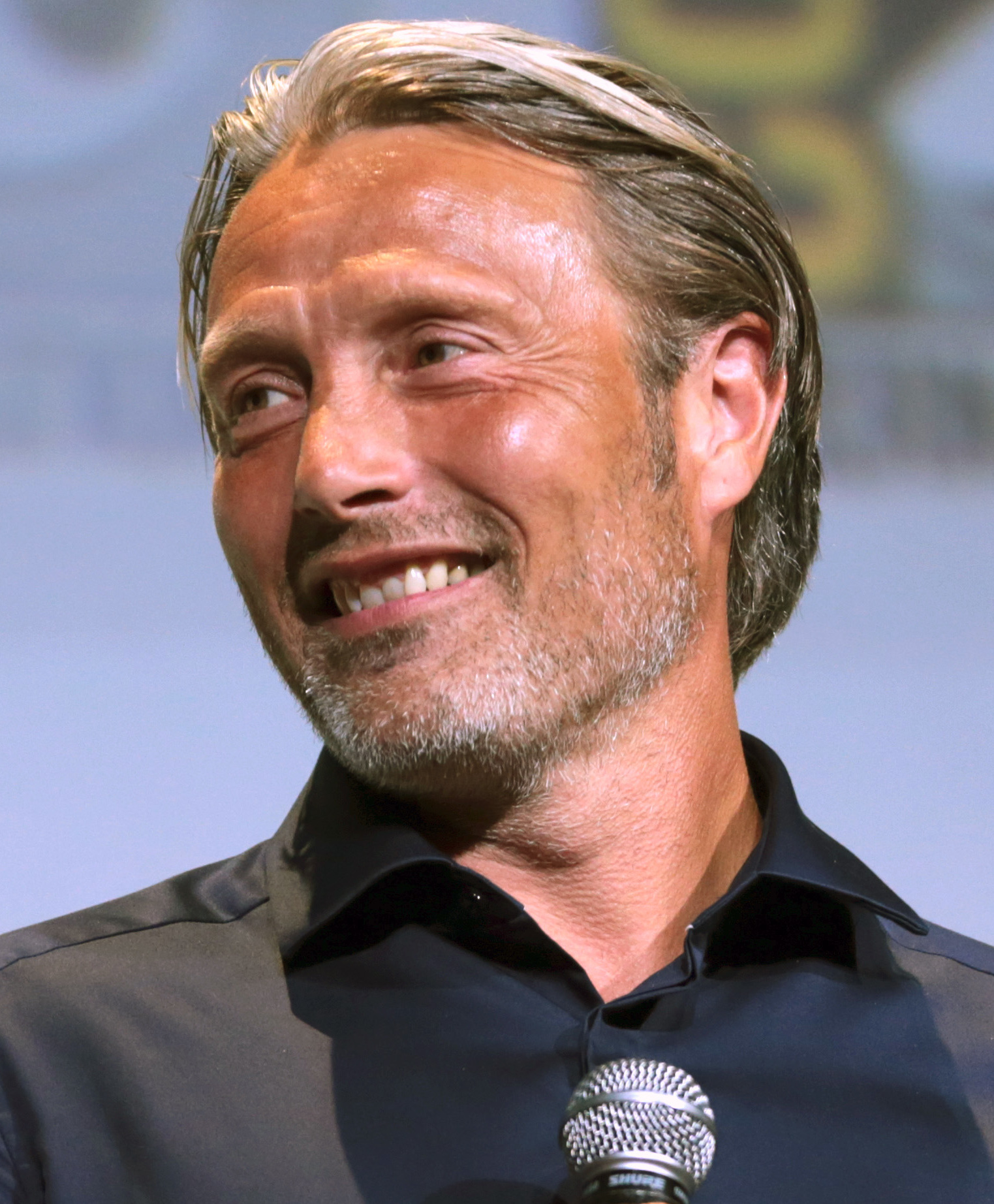
مس میکلسن به جای جانی دپ در نقش گلرت گریندل‌والد انتخاب شد.

در مارس ۲۰۲۰ اعلام شد که جود لاو، جانی دپ، ازرا میلر، آلیسون سودول، دن فوگلر، کالوم ترنر، کاترین واترستون، کیم کلودیا و جسیکا ویلیامز در کنار ادی ردمین نقش‌های خود را از فیلم‌های قبلی تکرار می‌کنند. کوین گاثری، بازیگر نقش اَبرناتی در دو قسمت اول، قرار بود بازگردد اما قبل از شروع تولید به دلیل محاکمه و محکومیت نهایی در یک پروندهٔ تجاوز جنسی اخراج شد. در نوامبر ۲۰۲۰، دپ پس از درخواست استعفای برادران وارنر به دلیل تبلیغات منفی ناشی از پروندهٔ افترا، دپ در برابر روزنامه‌های نیوز گروپ، اعلام کرد که نقش خود را در نقش گریندل‌والد مجدداً بازی نخواهد کرد. دپ پس از آغاز تولید در سپتامبر ۲۰۲۰، تنها سه صحنه را در لندن، فریمستور فیلمبرداری کرد و در قراردادش شرط شده بود که بدون در نظر گرفتن اینکه فیلم تمام شده باشد یا خیر، دستمزد به او پرداخت شود. طبق گزارش‌ها دستمزد دپ بین ۱۰ تا ۱۶ میلیون دلار بود. در ۲۵ نوامبر، برادران وارنر اعلام کردند که مس میکلسن جایگزین دپ در نقش گریندل‌والد خواهد شد. میکلسن ترجیح داد عملکرد دپ را تقلید نکند و در مصاحبه‌ای اظهار داشت که این «خودکشی خلاقانه» است، اما اذعان داشت که هنوز باید «نوعی پل بین آنچه که قبلاً انجام شد» وجود داشته باشد.

## اکران
جانوران شگفت‌انگیز: اسرار دامبلدور در ۱۵ آوریل ۲۰۲۲ در سینماهای ایالات متحدهٔ آمریکا اکران شد. این فیلم در ابتدا قرار بود در ۱۲ نوامبر ۲۰۲۱ منتشر شود، اما پس از جدایی جانی دپ از فیلم، برادران وارنر اکران فیلم را به سال ۲۰۲۲ تغییر دادند.

## بازخورد
در وبگاه جمع‌آوری نقد راتن تومیتوز، ٪۴۶ از ۲۲۸ بررسی منتقدان مثبت است و میانگینِ امتیاز آن ۵٫۴/۱۰ است. اجماع این وبگاه چنین می‌نویسد: «جانوران شگفت‌انگیز: اسرار دامبلدور از برخی مشکلاتی که فیلم قبلی‌اش را افت می‌داد اجتناب می‌کند، اما بسیاری از جادویی که تماشاگران را به فیلم‌های پیشین دنیای جادوگری کشانده بود، ندارد.» این فیلم در متاکریتیک که از میانگین وزنی استفاده می‌کند، بر اساس نظر ۴۹ منتقدین امتیاز ۴۷ از ۱۰۰ را کسب کرده که نشان‌گر «نقدهای مختلط یا متوسط» است. چند منتقد نقش‌آفرینی میکلسن در نقش گریندل‌والد را تحسین کردند و آن را برتر از جانی دپ در فیلم‌های قبلی می‌دانستند.